# Сан Хуан де лас Флорес (Јаскукул)
Сан Хуан де лас Флорес (шп. San Juan de las Flores) насеље је у Мексику у савезној држави Јукатан у општини Јаскукул. Насеље се налази на надморској висини од 10 м.

## Становништво
Према подацима из 2010. године у насељу је живело 8 становника.

### Хронологија
| Година       | 2000        | 2005        | 2010 |
| ------------ | ----------- | ----------- | ---- |
| Становништво | 15 (10 / 5) | 20 (13 / 7) | 8    |

### Попис
| # | Индикатор                     | Вредност |
| - | ----------------------------- | -------- |
| 1 | Укупно домаћинстава           | 5        |
| 2 | Укупно насељених домаћинстава | 2        |
| 3 | Величина локације             | 1        |